# Chiesa di Santa Cecilia de Turre Campi
La chiesa di Santa Cecilia de Turre Campi, anche nota come Santa Cecilia a Monte Giordano e Santa Cecilia a Domo Stephani Petri, era una chiesa di Roma che si trovava lungo via del Governo Vecchio, nel rione Parione. Era dedicata a santa Cecilia. Fu demolita nel 1629 per permettere la costruzione dell'oratorio dei Filippini.
Il nome "Turre Campi" si riferisce al luogo dove sorgeva la chiesa, dove in precedenza si trovava l'antica torre di Stefano Pietro, un prefetto di Roma; allo stesso modo "Domo Stephani Petri" si riferisce alla residenza di questo prefetto. Il Monte Giordano era una collina nei paraggi.

## Storia
Probabilmente questa chiesa fu costruita nel dodicesimo secolo. La sua prima menzione è in un'iscrizione del 1123, realizzata durante il pontificato del papa Callisto II (1119-1124). Secondo questa, l'altare della chiesa fu consacrato l'8 maggio del 1123 in onore delle reliquie dei santi venerate nella chiesa:
| “ | ANNO MILLESIMO DOMINICAE INCARNATIONIS CENTESIMO VIGESIMO TERTIO AN. QVINTO PONTIFICATVS D. CALLISTI II. PAPAE INDI CTIONE PRIMA MAN. MAII THE OCTAVO DEDI CATVM EST HOC ALTER PER MANVS CINTHII EPISCOPI SABINENSIS RECONDIDITQVE IN EO RELIQVIAS SANCTORVM SANCTARVM CVE COSMAE ET DAMIANI TRYPHONIS ET RESPICY MAMILIANI EPISCOPI AGA PITI MAR ARTHEMIAE VIRG NIMPHAE CIRIACAE VIRG. ET MART. ET ALIO RVM SANCTORVM | ” |

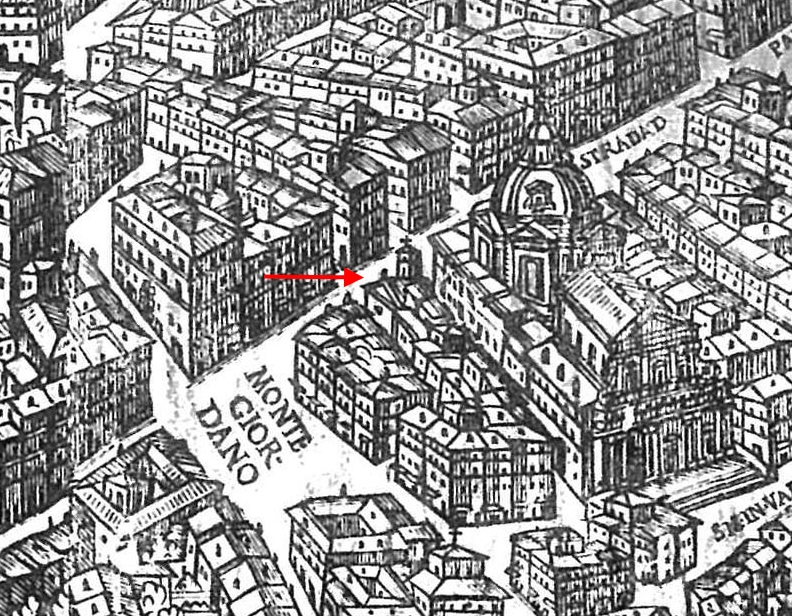
In questa incisione di Giovanni Maggi (1625) si può vedere tutto il quartiere che fu demolito per costruire l'oratorio dei Filippini, inclusa la chiesa di Santa Cecilia (indicata dalla freccia).

Inoltre, la chiesa è menzionata in una bolla papale promulgata nel 1186 dal papa Urbano III, che la cita tra le chiese sussidiarie della basilica di San Lorenzo in Damaso. In seguito, la chiesa venne menzionata nel catalogo di Cencio Camerario, una lista delle chiese di Roma compilata da Cencio Savelli nel 1192, con il nome di Sce. Cecilie Stephani de Petro, nel catalogo di Torino (1320 circa) come Ecclesia sancte Cecilie de Campo e nel catalogo del Signorili (1425 circa) come Sce. Cecilie de Campo. Nella tassa di Pio IV, un elenco compilato all'epoca del papa Pio IV (1559-1565), il nome della chiesa di Santa Cecilia è associato al Monte Giordano.
La chiesa aveva una navata semplice con un altare. Nel 1622, il papa Gregorio XV affidò la chiesa agli oratoriani di san Filippo Neri, i quali, nel 1599, avevano già assunto il controllo di Santa Maria in Vallicella. Accanto a quest'ultima fecero costruire un grande complesso chiamato oratorio dei Filippini, che portò alla demolizione della chiesa nel 1629.